# Kiryl Kaplenka
Kiryl Dzmitryevič Kaplenka (in bielorusso Кірыл Дзмітрыевіч Капленка?; in russo Кирилл Дмитриевич Капленко?, Kirill Dmitrievič Kaplenko; Minsk, 15 giugno 1999) è un calciatore bielorusso con cittadinanza russa, centrocampista svincolato della nazionale bielorussa.

## Carriera

### Club
Nato in Bielorussia, è cresciuto nelle giovanili dello Zenit San Pietroburgo. Ha esordito in prima squadra il 18 agosto 2017, nell'incontro di Prem'er-Liga vinto 3-0 contro l'Ufa. Dopo sole tre presenze tra campionato e coppa, nel febbraio del 2020 è stato ceduto in prestito all'Orenburg, che al termine della stagione lo ha acquistato a titolo definitivo.

### Nazionale
Tra il 2018 e il 2019 ha fatto parte della rosa della nazionale russa Under-20, con la quale ha giocato quattro incontri.
Nel 2022 ha esordito con la nazionale bielorussa.

## Statistiche

### Presenze e reti nei club
Statistiche aggiornate al 18 settembre 2022.
| Stagione        | Squadra               | Campionato      | Campionato | Campionato | Coppe nazionali | Coppe nazionali | Coppe nazionali | Coppe continentali | Coppe continentali | Coppe continentali | Altre coppe | Altre coppe | Altre coppe | Totale | Totale |
| Stagione        | Squadra               | Comp            | Pres       | Reti       | Comp            | Pres            | Reti            | Comp               | Pres               | Reti               | Comp        | Pres        | Reti        | Pres   | Reti   |
| --------------- | --------------------- | --------------- | ---------- | ---------- | --------------- | --------------- | --------------- | ------------------ | ------------------ | ------------------ | ----------- | ----------- | ----------- | ------ | ------ |
| 2017-2018       | Zenit San Pietroburgo | PL              | 2          | 0          | CR              | 1               | 0               | UEL                | -                  | -                  |             | -           | -           | 3      | 0      |
| 2017-2018       | Zenit-2               | 1D              | 10         | 0          |                 | -               | -               |                    | -                  | -                  |             | -           | -           | 10     | 0      |
| 2018-2019       | Zenit-2               | 1D              | 22         | 0          |                 | -               | -               |                    | -                  | -                  |             | -           | -           | 22     | 0      |
| 2019-feb. 2020  | Zenit-2               | 2D              | 16         | 0          |                 | -               | -               |                    | -                  | -                  |             | -           | -           | 16     | 0      |
| Totale Zenit-2  | Totale Zenit-2        | Totale Zenit-2  | 48         | 0          |                 | -               | -               |                    | -                  | -                  |             | -           | -           | 48     | 0      |
| feb.-giu. 2020  | Orenburg              | PL              | 1          | 0          | CR              | -               | -               |                    | -                  | -                  |             | -           | -           | 1      | 0      |
| 2020-2021       | Orenburg              | 1D              | 28         | 1          | CR              | 0               | 0               |                    | -                  | -                  |             | -           | -           | 28     | 1      |
| 2021-2022       | Orenburg              | 1D              | 27+2       | 1+0        | CR              | 0               | 0               |                    | -                  | -                  |             | -           | -           | 29     | 1      |
| 2022-2023       | Orenburg              | PL              | 4          | 0          | CR              | 1               | 0               |                    | -                  | -                  |             | -           | -           | 5      | 0      |
| Totale carriera | Totale carriera       | Totale carriera | 112        | 2          |                 | 2               | 0               |                    | -                  | -                  |             | -           | -           | 114    | 2      |